# Violet - La nuova seduzione
Violet - La nuova seduzione (Poison Ivy - The New Seduction) é un film statunitense del 1997 diretto da Kurt Voss. È il terzo capitolo della saga Poison Ivy.

## Trama
La sorella di Ivy, Violet, arriva a casa dei Greer per fare amicizia con la loro unica figlia Catherine e sedurgli il padre Ivan.